# Ariquemes
Ariquemes är en stad och kommun i västra Brasilien och är en av de största städerna i delstaten Rondônia. Kommunen har cirka 100 000 invånare.

## Demografi
| Område     | Areal (km²)   | Invånarantal 1 augusti 2000 | Invånarantal 1 augusti 2010 | Invånarantal 1 juli 2014 |
| ---------- | ------------- | --------------------------- | --------------------------- | ------------------------ |
| Kommun     | 4 426,57      | 74 503                      | 90 353                      | 102 860                  |
| Centralort | Ingen uppgift | 55 118                      | 76 525                      | Ingen uppgift            |